# Sanktuarium Matki Bożej Kościerskiej Królowej Rodzin
Obraz Matki Bożej Kościerskiej Królowej Rodzin mieści się w kościele farnym Sanktuarium Świętej Trójcy w Kościerzynie, w województwie pomorskim (Diecezja pelplińska). Od XVII wieku czczony jest tam obraz Matki Bożej zwanej Madonną Kościerską. Jest to kopia obrazu Matki Bożej Śnieżnej. Kustoszem sanktuarium jest ks. Antoni Bączkowski.

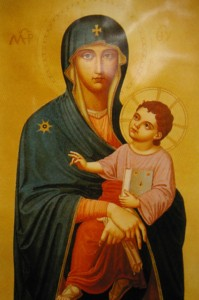
Obraz przedstawiający wizerunek Matki Boskiej Śnieżnej.

## Historia cudownego obrazu Matki Bożej Kościerskiej Królowej Rodzin
Obraz w Kościerskim Sanktuarium znajduje się od około 1610 roku. Obecność obrazu w tym kościele wyjaśnia dawna historia Rzymu.
Po Soborze Efezkim w latach 432–440 wzniesiono w Rzymie świątynię. Nazwana została kościołem Matki Bożej Większej, Santa Maria Maggiore (jest to największy kościół rzymski, poświęcony Matce Bożej).Umieszczono tam obraz Najświętszej Maryi Panny. Obraz był szczególną relikwią Rzymu, dlatego nie wolno go było kopiować. Dopiero po wiekach, papież Pius V zgodził się na kopiowanie cudownego obrazu. Obraz nosi tytuły: Matka Boża Śnieżna, Matka Boża Większa, Zbawienie ludu rzymskiego.
Około roku 1610 w Rzymie przebywał biskup włocławski. Przywiózł on kopię rzymskiego obrazu do Kościerzyny. Obraz ustawiono w drewnianym kościele, który w 1626 r. spłonął. Obraz jednak został uratowany. W 1642 r. wybudowano nowy kościół i w głównym ołtarzu został umieszczony cudowny obraz. W latach 1914 – 1917 wybudowano nowy kościół, który służy do dziś. W ołtarzu bocznym umieszczono obraz Madonny Kościerskiej.
11 października 1970 r. Ks. Biskup Kazimierz Józef Kowalski, ordynariusz chełmiński ustanowił sanktuarium maryjne dla całej ziemi kościerskiej. 7 czerwca 1997 r. Biskup pelpliński Jan Bernard Szlaga nadał pełny tytuł sanktuarium: Matki Bożej Kościerskiej Królowej Rodzin. Wkrótce potem poproszono Ojca Świętego o pozwolenie na Papieską koronację. Ojciec Święty odpowiedział pozytywnie. 11 stycznia 1998 r. zezwolił na ukoronowanie wizerunku Matki Bożej Kościerskiej Królowej Rodzin. Uczyniono to już 16 maja 1998 r.

## Wizerunek Matki Bożej Kościerskiej
Jest to obraz olejny na płótnie o wymiarach 150 × 108 cm,nieznanego malarza. Przedstawia Maryję z Dzieciątkiem Jezus na ręku ujętą frontalnie w półpostaci, zwróconą lekko w prawą stronę. Dzieciątko siedzące na lewej ręce Matki trzyma księgę w lewej rączce a prawą błogosławi. Matka obejmuje Syna dwoma skrzyżowanymi rękoma; prawa spoczywa na lewej, w której trzyma chusteczkę. Oboje patrzą wprost na widza. Głowy ich zdobią korony malowane na tle nimbów.
Na prawym ramieniu Madonny odzianej w niebieski płaszcz widnieje charakterystyczna gwiazda w otoczeniu ośmiu gwiazdek.
Kościerski obraz składa się z części środkowej o wymiarach 109 × 93 cm, stanowiącej pierwotny obraz M.B. Śnieżnej oraz doszytych części bocznych powiększających go, na których namalowano później dziewięć kolistych medalionów, z wybranymi scenami różańcowymi połączonych paciorkami. W górnej części obrazu namalowano także Gołębicę symbolizującą Ducha Św oraz po bokach po trzy główki anielskie na skrzydełkach.
Na przełomie XVII i XVIII wieku ufundowano srebrne szaty Madonny i Dzieciątka oraz korony, nałożone na partie malowane. Czas powstania szat i koron określić można pomiędzy rokiem 1699 a 1705. Suknia Maryi zdobiona jest w motywy kwiatowe, a na głowie ma gładki  welon, drobno pofałdowany. Suknia Jezusa jest gładka, drobno fałdowana z wzorzystymi rękawami w listki i kwiaty.
Srebrne plakiety koliste, które ufundowano i wykonano w latach 1748-1749 są ostatnią realizacją przy obrazie. Powtarzają one sceny różańcowe i są zamontowane na ich miejscu.